# Butene
Con il termine butene (o butilene) ci si riferisce ad un qualunque alchene avente formula bruta C4H8 e caratterizzato dalla presenza di un doppio legame o ad una qualunque miscela di più isomeri strutturali aventi tali caratteristiche.
Esistono in particolare quattro alcheni isomeri che corrispondono a tale nome, ma hanno strutture chimiche differenti.
I nomi IUPAC di questi quattro isomeri sono:
| nome IUPAC                       | nome comune      | formula di struttura | scheletro | modello 3D |
| 1-butene                         | α-butilene       |                      |           |            |
| (2Z)-but-2-ene (cis-but-2-ene)   | cis-β-butilene   |                      |           |            |
| (2E)-but-2-ene (trans-but-2-ene) | trans-β-butilene |                      |           |            |
| 2-metilpropene                   | isobutilene      |                      |           |            |

Altri composti aventi la formula C4H8 sono il ciclobutano ed il metilciclopropano, ma non sono alcheni, bensì cicloalcani.

## Proprietà
Tutti questi quattro isomeri sono gassosi a temperatura e pressione standard, ma possono essere liquefatti abbassando la temperatura o elevando la pressione in maniera simile al butano. Questi gas sono incolori, non hanno odori distinti, e sono fortemente infiammabili.

## Applicazioni
Anche se non sono presenti nel petrolio in grandi percentuali, possono essere prodotti per cracking catalitico dello stesso. Anche essendo abbastanza stabili, il doppio legame tra i due atomi di carbonio li rende più reattivi di alcheni simili.
Grazie allo stesso doppio legame, questi isomeri possono reagire come monomeri nella formazione di polimeri, per questo vengono utilizzati massicciamente nell'industria petrolchimica come reagenti intermedi. Sono utilizzati anche nella produzione della gomma sintetica.
L'1-butene è una alfa-olefina lineare (o normale), mentre l'isobutilene è una alfa-olefina ramificata.
L'1-butene, seppure in percentuali piuttosto piccole, è usato come uno dei comonomeri, accanto ad altre alfa-olefine ramificate, nella produzione di polietilene ad alta densità e polietilene lineare a bassa densità.
La gomma butilica è ottenuta per polimerizzazione cationica di isobutilene con percentuali del 2-7% di isoprene. L'isobutilene è utilizzato anche per l produzione di metil-t-butil etere (MTBE) e isoottano, entrambi utilizzati come additivi per il miglioramento delle caratteristiche antidetonanti delle benzine (numero di ottano).